# 영암 도갑사 해탈문
영암 도갑사 해탈문(靈巖 道岬寺 解脫門)은 전라남도 영암군, 도갑사에 있는 조선시대의 건축물이다. 1962년 12월 20일 대한민국 국보 제50호로 지정되었다. 신라시대의 승려인 통고가 처음으로 지었다고도 하지만, 1957년 중수할 때 발견된 묵서명에 의해 조선 성종 4년(1473년)에 건립된 문임이 확인되었다. 정면 3칸, 측면 2칸이며 중앙이 통로이고 좌우에 금강역사(金剛力士)를 둔 일반적인 형식의 절문이다.

## 개요
도갑사는 월출산에 있는 절로, 신라말에 도선국사가 지었다고 하며 고려 후기에 크게 번성했다고 전한다. 원래 이곳은 문수사라는 절이 있던 터로 도선국사가 어린 시절을 보냈던 곳인데, 도선이 자라 중국을 다녀온 뒤 이 문수사터에 도갑사를 지었다고 한다. 그 뒤, 수미·신미 두 스님이 조선 성종 4년(1473)에 다시 지었고, 한국전쟁 때 대부분의 건물이 불에 타 버린 것을 새로 지어 오늘에 이르고 있다.
이 절에서 가장 오래된 해탈문은 모든 번뇌를 벗어버린다는 뜻으로, 앞면 3칸·옆면 2칸 크기이며, 절의 입구에 서 있다. 좌우 1칸에는 절 문을 지키는 금강역사상이 서 있고, 가운데 1칸은 통로로 사용하고 있다. 건물 위쪽에는 도갑사의 정문임을 알리는 ‘월출산도갑사(月出山道岬寺)’라는 현판이 걸려 있으며, 반대편에는 ‘해탈문(解脫門)’이라는 현판이 걸려 있다.
영암 도갑사 해탈문은 우리 나라에서 흔하게 볼 수 없는 산문(山門)건축으로, 춘천 청평사 회전문(보물 제164호)과 비교되는 중요한 건물이다.

## 문화재 실측보고서(발췌)
축부(軸部)에 있어 공포(栱包) 구성은, 기둥머리에 헛첨차를 끼우고 그 위에 굽받침 없는 굽의 단면형(斷面形)이 직선으로 사절(斜截)된 주두(柱頭)를 얹고 초제공(初諸工)을 결구하여 대량(大樑)을 받도록 하였다. 헛첨차는 주심(柱心)에서 단면(斷面)이 장방형(長方形)인 창방(昌枋)과 맞추어졌고 외부 선단(先端) 하부에는 쌍S자형 문양을 새기고 내부로는 초공(草工)이 되어 제1살미(山彌) 안쪽의 초공과 맞얹혀 양봉(樑棒)이 되었다. 주두 위 초제공에서 살미는 외부에서 초가지모양 새김으로 되어 대량머리를 받고 내부로는 헛첨차 내부와 같은 초공으로 되어 대량을 직접 받도록 되었다. 도리 방향의 주심에서 대량과 주두사이에는 두공을 넣어 주심장여와 주심도리를 받도록 하였다.
공포구성에서 특징적인 수법은 기둥머리에 헛첨차를 끼운 것과, 외목도리 밑에 행공첨차(行工簷遮)가 없는 것이며, 주심도리가 대량 바로 위에 놓이지 않고 일단 높여 분리시킨 점들이다. 이러한 공포구성의 기본형식은, 수덕사대웅전(修德寺 大雄殿) 및 부석사 조사당(浮石寺 祖師堂)에 보이며 같은 시기의 송광사 하사당(松廣寺 下舍堂), 관룡사 약사전(觀龍寺 藥師殿)의 구성양식과는 같은 계통의 것임을 알 수 있다.
가구(架構) 양식은 2중량(二重樑) 2가연(二架椽)으로 전후 기둥 위에 걸친 대량 위에는 보칸의 4분의 1지점에 포대공(包臺工)을 올려놓아 종량(宗樑)과 중도리(中道里)를 받게 하였고, 종량 상부에는 중심에 접시받침재를 놓고 2중 장여를 짜 올려 종도리(宗道里)를 받게 하였다. 접시받침재 위의 보칸방향으로는 초공을 올리고, 종량을 받치는 포대공에는 우미량(牛尾樑)을 끼어 주심상부의 부재들과 연결이 되도록 가구하였다. 보칸의 2분의 1 거리에 세운 포대공 위에는 종량을 올려 그 양 끝에 중도리를 직접 놓고 중심에 마루대공을 세워 중도리와 마루대공사이에 ‘인(人)’자형 소슬합장을 넣어 종도리 하단 양측을 받치도록 하여 견고하고 합리적으로 처리되었다.
도갑사 해탈문의 공포 및 가구세부를 고려시대 건물들의 양식과 비교하면 
우선 봉정사 극락전(鳳停寺 極樂殿)과의 공포구성 공통점에서 출목(出目)밑에 행공첨차가 없고 최하단(最下端) 살미첨차(해탈문에서는 헛첨차) 외부의 하단이 쌍S자형 문양으로 되고 그 상부의 소로가 외목도리 바로 아래에 있지 않은 것을 알 수 있으며, 서로 다른 점으로는 공포 최하층의 살미첨차가 봉정사극락전은 주두 바로 위에서 전후좌우로 전개되고 보칸방향의 살미내부가 첨차형 짜기로 되고 주심선상의 도리방향의 두공 상부가 장여를 놓고 다시 그 위에 대첨(大簷)을 놓았다는 점이다. 또한 외목도리 바로 아래에 단장여(短長舌)를 두어 외목(外目)을 받혀 주는데 해탈문에서는 통장여(通長舌)로 되었다. 그 외에 주두와 소로의 굽형태가 서로 다르다. 극락전은 굽의 단면형이 내반(內反)된 곡선으로 된 점을 들 수 있다. 가구(架構)에서의 공통 요소를 보면 대량과 종량사이의 포대공이 3단으로 되고 종량 상부에 ‘인(人)’자형 소슬합장을 가진 점을 들 수 있으며, 
서로 다른 점으로는 봉정사 극락전에는 우미량이 없고 중종도리(中宗道里)가 종량 바로 위에 놓이지 않고 단장여 위에 올라앉은 점 및 마루대공의 최하단이 복화반형 대공(覆花盤形 臺工)으로 되고 문양의 대부분이 쌍S자형으로 된 것을 들 수 있다.
부석사 무량수전(浮石寺 無量壽殿)과의 비교에서 공포의 공통점은 최하단의 살미첨차 선단(先端) 하부의 쌍S자형 문양이 같으며, 해탈문의 보머리 문양과 무량수전의 외목도리 받침 베개목 문양이 서로 같으며, 외목을 1출목(一出目)으로 하고 그사이에 소로를 둔 점등이 같다.
서로 다른 점은 주두와 소로의 굽이 무량수전에서는 단면형이 내반된 곡선이고, 굽받침이 있으며, 초제공(初諸工)이 주두로부터 짜여지고, 살미내부가 외부와 같이 쌍S자형 문양이며, 외목도리가 베개목 위에 얹히고, 단장여와 행공첨차가 있다. 가구의 공통요소는 종량 위에 인(人)자형 소슬합장을 둔 점이며, 서로 다른 점은 중종도리 이하 외목도리까지의 모든 도리를 대량, 종량, 퇴량(退樑) 위에 직접 올려놓지 않은 것과 각종 도리의 바로 아래에는 모두 단장여(短長舌)로 된 점을 들 수 있으며 횡재(橫材)의 전부가 직선재라는 것도 중요한 서로 다른 점의 하나이다. 또한 교두형(翹頭形) 첨차를 전연 사용하지 않고 쌍S자형의 문양만을 쓰고 있음도 특징 중의 하나이다.
수덕사 대웅전(修德寺 大雄殿)의 공포에서 공통점은 헛첨차가 있다는 것과 제공결구양식이 동일한 점 외목이 1출목으로 된 것 등을 들 수 있다. 
서로 다른 점은 주두나 소로의 굽이 내반곡면(內反曲面)에 굽받침이 있다는 것과 행공첨차와 단장여가 있고 주심선상의 두공 위에 장여가 올려지고 다시 그 위에 대첨을 놓은 것이다. 
가구수법에서의 공통점은 우미량을 건 수법과 주심도리를 그 단부 위에 놓은 것이라던지 종량 위의 소슬합장, 종량 양단의 처리 등이며, 
다른 점은 포대공의 하단이 화반형으로 되고 각종 도리가 전부 보 위에 직접 놓여지지 않고 우미량이나 베개목 위에 올려놓은 점이며, 교두가 있는 첨차를 전연 사용하지 않고 모두 쌍S자형 문양을 쓰고 있는 점들이다.
마지막으로 고려말기의 주심포계 건물로 특수한 양식의 부석사 조사당(浮石寺 祖師堂)과 비교하여 보면, 공포 구성의 공통점은, 주두의 모양이 같고, 헛첨차가 있으며, 대량과 주두 사이에는 제공(諸工) 한 조(組)가 있고, 행공첨차가 없으며, 외목은 1출목이고, 외목도리 밑에 단장여가 없는 점 등을 지적할 수 있다. 
서로 다른 수법은, 조사당에는 초각된 부재가 없고, 살미 내부는 첨차와 같은 교두로 되어 있는 점이다. 
가구에서의 공통점은 대량과 주심도리, 외목도리의 맞춤수법이 동일하고, 중도리 하부 포대공의 밑에 접시받침재를 놓은 점과 종량과 중도리의 맞춤수법, 인(人)자형 소슬합장의 가구수법이 같다. 다른 점은 종량과 대량 사이의 포대공이 한 단으로 된 점과 마루대공이 판대공으로 된 점 등이다.
이상에서 고려중기 및 말기의 대표적인 건물을 공포와 가구에 나타난 세부양식을 가지고 비교 검토하였다. 
공포양식에서 보면, 수덕사 대웅전식 공포에 많은 유사점이 있으며 외목하부의 양식만은 봉정사 극락전의 것과 통하는 수법이 보인다. 
가구에 있어서도 소슬합장의 사용이나 우미량 등의 전승은 고려말기 건축양식에 나타나는 것들과 크게 다르지 않으나 구조상 무리한 낭비가 없고 의장상 장식 위주의 번잡함이 없음을 알 수 있다.
끝으로 해탈문의 공포 및 가구의 특징을 열거하면 다음과 같다.
공포양식에서,
① 주두와 소로형은 굽의 모양이 직선으로 사절되었다.
② 제공은 기둥머리로부터 결구되었다.
③ 1단의 헛첨차와 1단의 살미첨차 위에 대량이 놓였다.
④ 출목은 외부로 1출목이며 내부는 초공식 양봉으로 되었다.
⑤ 외목도리 밑에 행공첨차가 없다.
⑥ 헛첨차 선단 하부에 쌍S자형 문양이 있다.
⑦ 주심선상의 도리방향에는 두공만이 있고 그 위에 2단으로 장여(長舌)가 짜여 올라갔다.
⑧ 헛첨차 위의 살미첨차 선단은 초가지새김으로 되어 있으나 쌍S자형 문양의 변화에 불과하다.
가구양식에서,
① 2중량 2가연으로 되어있다.
② 대량과 종량의 단면형은 호형(壺形)으로 되었다.
③ 대량 위의 대공은 포대공이며, 교두형 문양으로 되었다.
④ 종량 상부에 인(人)자형 소슬합장을 두었다.
⑤ 외목도리와 중도리는 대량과 종량 위에 직접 놓았으며, 주심도리는 우미량 위에 얹었다.
⑥ 우미량을 주심도리와 중도리사이에 사용하였다.
⑦ 가구는 우미량을 제(除)하고 대부분이 직재로 되었다.
⑧ 내진주(內陳柱)는 대량 밑에서 초공을 주두 위에 올려놓고 양봉으로 되어 대량을 받치고 있다.
⑨ 포대공의 최하단은 접시받침재로 되었다.

## 현지 안내문
해탈문은 속세를 벗어나 불교세계로 들어가는 문이다. 이 문을 지나면 속세의 번뇌에서 벗어나 근심없는 부처님의 품안에 들어선다는 의미를 지니고 있다.
도갑사는 신라시대의 승려인 도선국사에 의해 창건되고, 고려말에 크게 중흥되었다고 전한다. 이 해탈문은 1960년 해체하여 수리할 때 발견된 상량문에 따르면 조선 성종 4년(1473)에 다시 세운 것이다.
석조기단 위에 중앙칸은 통로가 되고, 좌우 한 칸씩에 사천왕상을 안치하게 되어 있다. 기둥은 약하게 배흘림을 한 중근 기둥이 사용되었고, 전체적인 건축 양식은 경북 영주 부석사 조사당과 유사하다. 특이한 점은 기둥 위의 구조가 주심포식과 다포식 양식이 섞인 형태로 우리 나라에서 유례가 드문 매우 귀중한 자료이다.

#### 사진

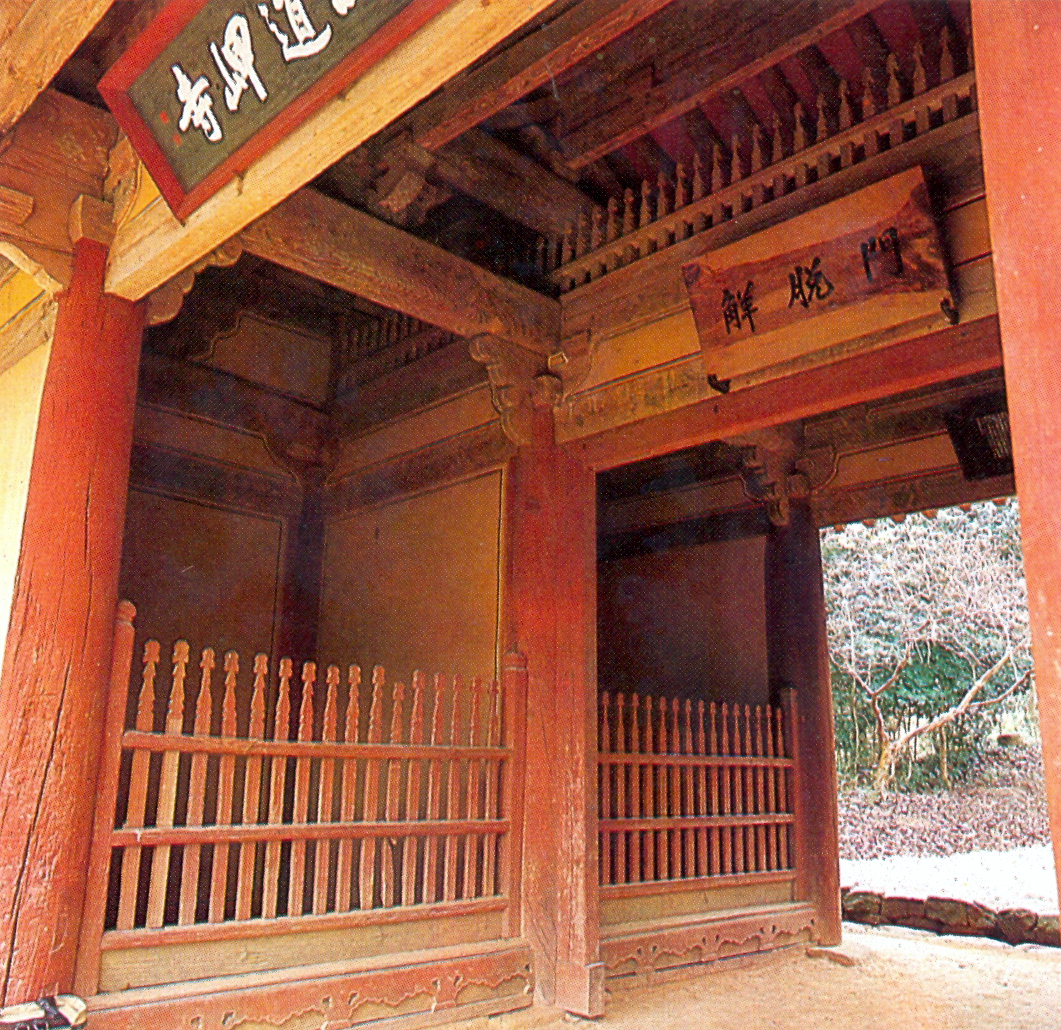
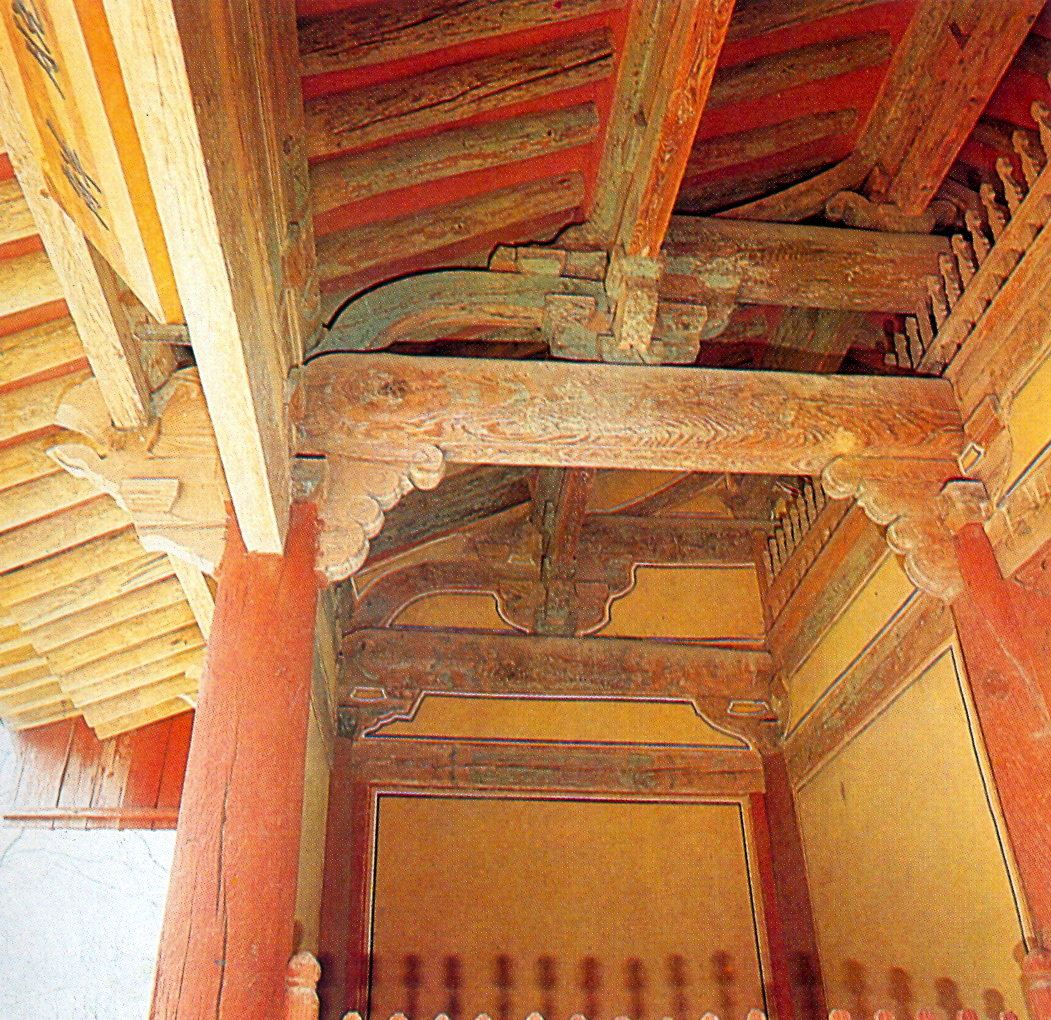

## 같이 보기
- 도갑사

## 참고 문헌
- 영암 도갑사 해탈문 - 국가유산청 국가유산포털
- 이 문서에는 다음커뮤니케이션(현 카카오)에서 GFDL 또는 CC-SA 라이선스로 배포한 글로벌 세계대백과사전의 내용을 기초로 작성된 글이 포함되어 있습니다.